# Alsómiholjác
Alsómiholjác (középkori magyar neve Szentmihály, horvátul: Donji Miholjac, németül:  Unter-Miholtz) kisváros és község Horvátországban, Eszék-Baranya megyében, a Dráva mentén. Korábban jelentős magyar közösség otthona volt.

## A község települései
Alsómiholjác város összesen 7 településből áll, ezek (népességük a 2011-es népszámlálás szerint):
- Alsómiholjác (Donji Miholjac)
- Szentgyörgy (Sveti Đurađ), lélekszáma 826 fő
- Golince (Golinci), lélekszáma 431 fő
- Podgajce (Podgajci Podravski), lélekszáma 651 fő
- Porecs (Miholjački Poreč), lélekszáma 183 fő
- Radikovce (Radikovci), lélekszáma 292 fő
- Rakitovica (Rakitovica), lélekszáma 868 fő

## Fekvése
Eszéktől légvonalban 45, közúton 51 km-re északnyugatra, a magyar–horvát határtól 3 km-re, a Szlavóniai-síkságon, a Dráva jobb partján fekszik.
A várostól északra a Dráva-folyón híd található, amelynél közúti határátkelőhely üzemel Horvátország és Magyarország között.

## Történelme
Alsómiholjác vidékének természeti adottságai, a Dráva folyóhoz való közelsége, a széles árterület, a sűrű erdők, homokdűnék és az erdei teraszok kedvező életkörülményeket teremtettek a térség lakói számára a kőkorszak kezdeteitől egészen napjainkig. Számos régészeti lelőhely beszél erről. A „Rudina Maroslavci” lelőhelyen a neolitikumban élt ember nyomait találták meg, a „Prinčevac” lelőhely pedig bronzkori településmaradványokat őriz. A község területén az első településmaradványok egy ókori pannoniai illír néptörzshőz, az andizétekhez kötődnek, akiket már idősebb Plinius is a Dráva mentén élőknek mond. Áthaladt ezen a területen a Dráva jobb partja mentén haladó római kereskedelmi és hadiút, melynek mentén számos katonai őrállomás sorakozott. Az út az észak-itáliai Aquileia városától 544 km hosszan Singidunumig, a mai Belgrádig vezetett. Ptolemaiosz térképén, amely a 2. század elején készült a mai Alsómiholjác környékén látható Mariniana, mely katonai állomás lehetett. A 4. században készített római térképen, a Tabula Peutingerianán is jelölik a mai Alsómiholjácnak megfelelő Marinianist, mely akkor már kisebb település lehetett.
A honfoglaló magyarok a 10. század elején előbb a Dunántúlt, majd rövidesen a Dráván túli síkságot is megszállták. Ezt támasztja alá, hogy 1057-ben az akkori Aszúágtól nyugatra már megemlítik Szent Mihály egyházát („Ecclesiam autem quam supra Dravam fluuium in honorem Sancti Mychaelis archangeli edificaui”), amelyet Radó nádor a pécsi püspökségnek adott. A templom körül már a középkorban létező település volt „Szentmihály” néven. A templom leírása szerint magas falakkal és tornyokkal rendelkezett és mély árokkal vették körül. A 15. századig ez a terület a Tétény nemzetséghez tartozott és sorsa is szorosan kapcsolódott a család sorsához, melynek birtokközpontja Aszúág volt. II. András király 1228-ban erősítette meg a nemzetség tagjait Pekeri Marcell unokáit Aszúág birtokában. 1436-ban a birtok a Maróti családé lett. Határai, amelyek a mai Alsómiholjác területét is magukban foglalták északon a Dráváig, nyugaton Villyóig, keleten Valpóig, délen pedig Nekcséig húzódtak. 1536-ban a térséget megszállta a török. A török uralom idején a lakosság száma lényegesen megváltozott. A Szent Mihály templom körül csak néhány ház maradt, melyek sárral tapasztott vesszőfonatból készültek. A jelentősebb település a 15 km-re nyugatra fekvő Monoszló volt, ahol a Dráva átkelőjét vár is őrizte. 
A települést 150 évi török uralom után 1687-ben Erdődy Miklós horvát bán és Leslie Jakab császári generális serege szabadította fel. A felszabadítás után a valpói uradalom részeként előbb kamarai birtok lett, majd 1721. december 31-én III. Károly Hilleprand von Prandau Péter bárónak adományozta. Unokája a bohém életvitelű Ignác Pejácsevich Zsigmond Mária nevű lányát vette feleségül. Ettől kezdve megkomolyodott és iskolát, bírói hivatalt alapított, valamint átépíttette a templomot. 1805-ben felépíttette az iskola új épületét. 1818-ban felépült a régi kastély. Fiai közül Károly Miholjácot, Gusztáv pedig Valpót örökölte. Károly Eszéken fejezte be a gimnáziumot, majd jogot és zenét tanult. Alsdómiholjácról gyakran járt Pécsre zenélni a város filharmónikus zenekarába. Személyes jó barátja volt Strossmayer diakóvári püspöknek. Mivel 1865-ben gyermektelenül halt meg Gusztáv testvérének lánya Stefánia lett a miholjáci uradalom birtokosa, aki Mailáth György felesége lett. Miután férjét 1883-ban Budapesten meggyilkolták Stefánia a birtokot László fiával igazgatta. Gyakran vendég volt itt Ferenc Ferdinánd trónörökös, aki jó barátja volt László grófnak. Három hónappal a szarajevói merénylet előtt is itt vadászott. Mailáth László 1901-ben felépítette az új kastélyt. 
Ebben az időben jelentős magyar közösség élt itt, akiket a Mailáth család is elkötelezetten támogatott. A településen hajdanán Julián-iskola működött. A közigazgatás átszervezésével Alsómiholjác járásközponttá vált, ami megnövelte térségi szerepét. 1920-ig Verőce vármegye Alsómiholjáci járásának székhelye volt. 1869-ben 2545, 1910-ben már 4001 lakosa volt. Az 1910-es népszámlálás adatai szerint lakosságának 79%-a horvát, 14%-a magyar, 6%-a német anyanyelvű volt. Az első világháború után 1918-ban az új szerb–horvát–szlovén állam, majd később (1929-ben) Jugoszlávia része lett. Trianon után megkezdődött a magyar közösség felmorzsolása. Mivel a Mailáth családot magyarbarátnak tartották, a szerb–horvát–szlovén állam nem engedte, hogy megtartsa itteni birtokait. 1923-ban át kellett adnia őket. A Mailáth-kastély Filip és Adolf Schlezinger tulajdona lett, akik zsidók lévén 1941-ben a német megszállás elől elmenekültek. A második világháború idején a partizánok a magyar lakosságot elűzték. Helyükre a háború után szerbek és horvátok települtek. Napjainkban már csak néhány tucatnyi magyar lakosa van a Dráva-parti kisvárosnak. 1991-ben lakosságának 84%-a horvát, 7%-a szerb, 3%-a „jugoszláv” nemzetiségű volt. 2011-ben a városnak 6240, a községnek összesen 9491 lakosa volt.

## Lakossága
| Lakosság változása | Lakosság változása | Lakosság változása | Lakosság változása | Lakosság változása | Lakosság változása | Lakosság változása | Lakosság változása | Lakosság változása | Lakosság változása | Lakosság változása | Lakosság változása | Lakosság változása | Lakosság változása | Lakosság változása | Lakosság változása |
| ------------------ | ------------------ | ------------------ | ------------------ | ------------------ | ------------------ | ------------------ | ------------------ | ------------------ | ------------------ | ------------------ | ------------------ | ------------------ | ------------------ | ------------------ | ------------------ |
| 1857               | 1869               | 1880               | 1890               | 1900               | 1910               | 1921               | 1931               | 1948               | 1953               | 1961               | 1971               | 1981               | 1991               | 2001               | 2011               |
| 2.545              | 2.868              | 2.704              | 3.144              | 3.591              | 4.001              | 4.035              | 4.047              | 4.405              | 4.698              | 5.015              | 5.169              | 6.044              | 6.935              | 6.680              | 6.240              |

- 1910-ben 4180 lakosából 667 magyar (16,0%), 3027 horvát (72,4%) és 248 német (5,9%) volt.
- 1991-ben 6935 lakosából 52 magyar (0,7%), 5829 horvát (84,1%), 510 szerb (7,4%) volt.

Magának a járásnak 2011-ben 9491 lakosa volt.

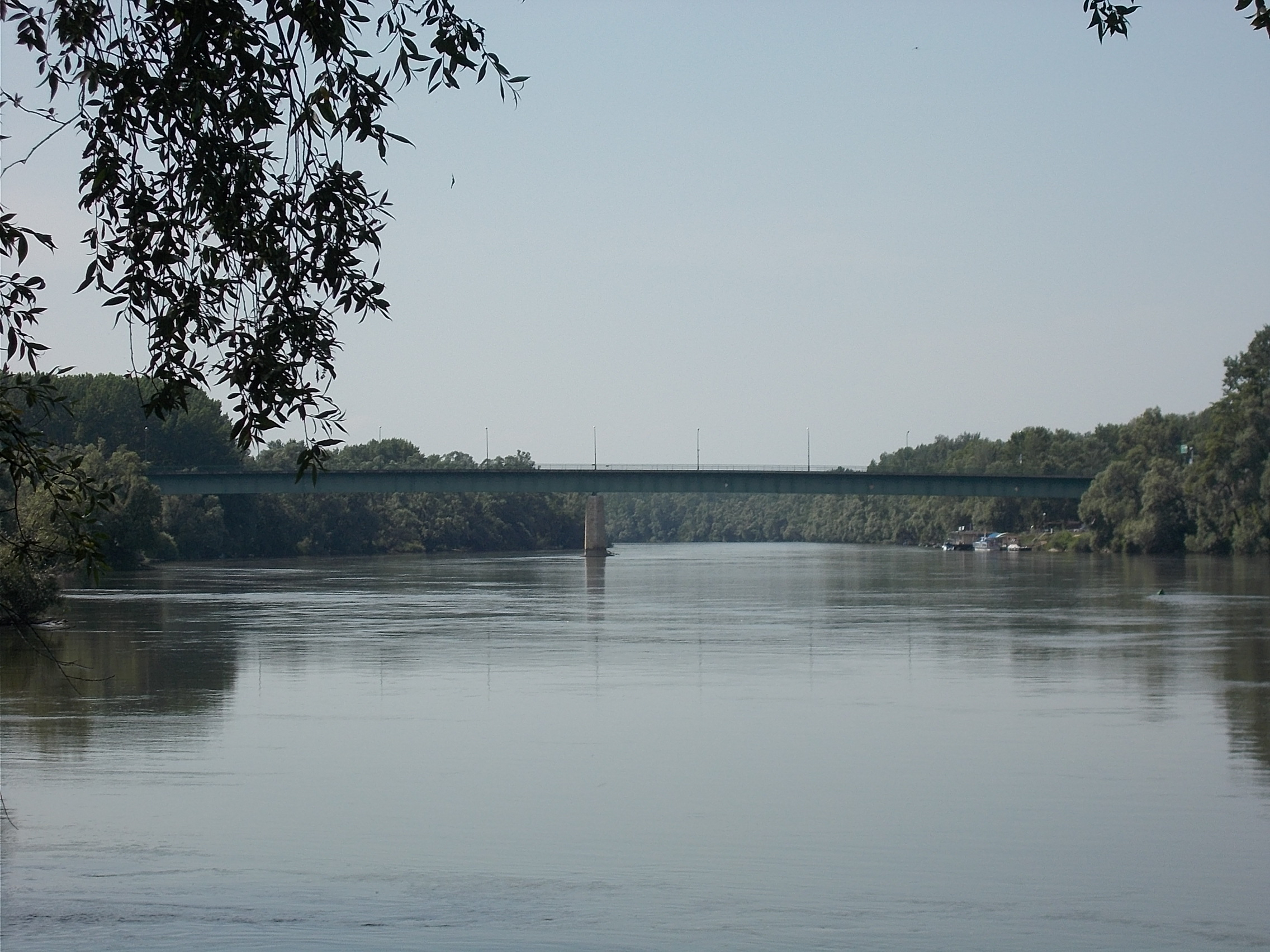
A Dráva hídja

## Neves személyek
- Itt szolgált Vajda János (1890–1982) esperes, kanonok, szentszéki ülnök
- Itt nevelkedett Domagoj Vida (1989) világbajnoki ezüstérmes horvát válogatott labdarúgó

## Gazdaság
Alsómiholjác gazdasága mindig a régió természeti erőforrásain alapult, amelyet a mezőgazdasági földterület és erdők képeztek. A mezőgazdaság fejlődése 1797 után indult meg, amikor megkezdődtek a Dráva szabályozási munkálatai. A piaci termelés alapját a 19. században miholjáci uradalom képezte, mely nemcsak a mezőgazdasági termékek előállítását, hanem azok feldolgozását és forgalmazását is szervezte. A Mailáth család különféle termékeket gyártott, amelyek közül néhány, például a vaj, az ecet, valamint a rum és a konyak még a császári asztalra is eljutott. Az erdőket a közeli Gyurgyenovác és Belistye faipara hasznosította. A Dráva-híd és az új kastély építése különféle mestereket hozott ezekre a területekre a Habsburg Birodalom egészéből, de még Olaszországból is. Érkezésük nagyban hozzájárult a kézművesség és az egész gazdaság fejlődéséhez, megerősítette a város gazdasági, kulturális, oktatási, igazságügyi és igazgatási központi helyzetét. 1906 és 1908 között felépítették az új Dráva-hidat, melynek felavatása, 1908. május 23. után létrejött a közvetlen vasúti összeköttetés a legközelebbi nagyobb várossal Péccsel. Ezt a hidat 1941-ben lerombolták. A mostani hidat 1974-ben építették, de csak a közúti forgalom haladhat át rajta.
Az első világháború utáni időszakot évszázados kapcsolatok kényszerű megszakítása jellemezte Alsómiholjác északi szomszédaival, ami jelentősen visszavetette a város fejlődését. A gazdasági fellendülés csak 1972-től indult meg újra, amikor megkezdődött a beničanci földgáz- és kőolajmező termelése. A természeti erőforrások kiaknázását a továbbiakban ipari üzemek létesítésével kívánják hatékonyabbá tenni, míg a gazdaság továbbra is a mezőgazdasági termelésen alapul. Ezt a célt szolgálja a 126 hektáros Janjevci ipari övezet kialakítása, amely biztosítja a befektetők számára a teljes infrastruktúrát és így felgyorsítja a gazdasági fejlődést.
Az elmúlt néhány évben rendezték meg a városban a Miholjáci vásárnak (Miholjački sajam) nevezett gazdasági, kézműves és mezőgazdasági vásárt, amelyet a helyi vállalkozói központ a városi önkormányzattal, a turisztikai egyesülettel és az iparostestülettel együtt szervez. 
A vásár az egész megyéből összehozza a családi gazdaságok termelőit és szolgáltatóit, kézműveseket, kis-, közép- és nagyvállalkozókat, szövetkezeteket, egyesületeket, bankokat és másokat. A vásár négy kategóriában zajlik: hagyományos és művészi termékek, kézművesség és kereskedelem, mezőgazdasági és élelmiszeripari termékek, valamint pénzügyi és üzleti szolgáltatások. A vásár célja a vállalkozói szellem előmozdítása, a termelők összehozása, a gazdasági kínálat és termelés javítása, az ismeretek átadása a tapasztalatok és az üzleti kapcsolatok cseréje révén.

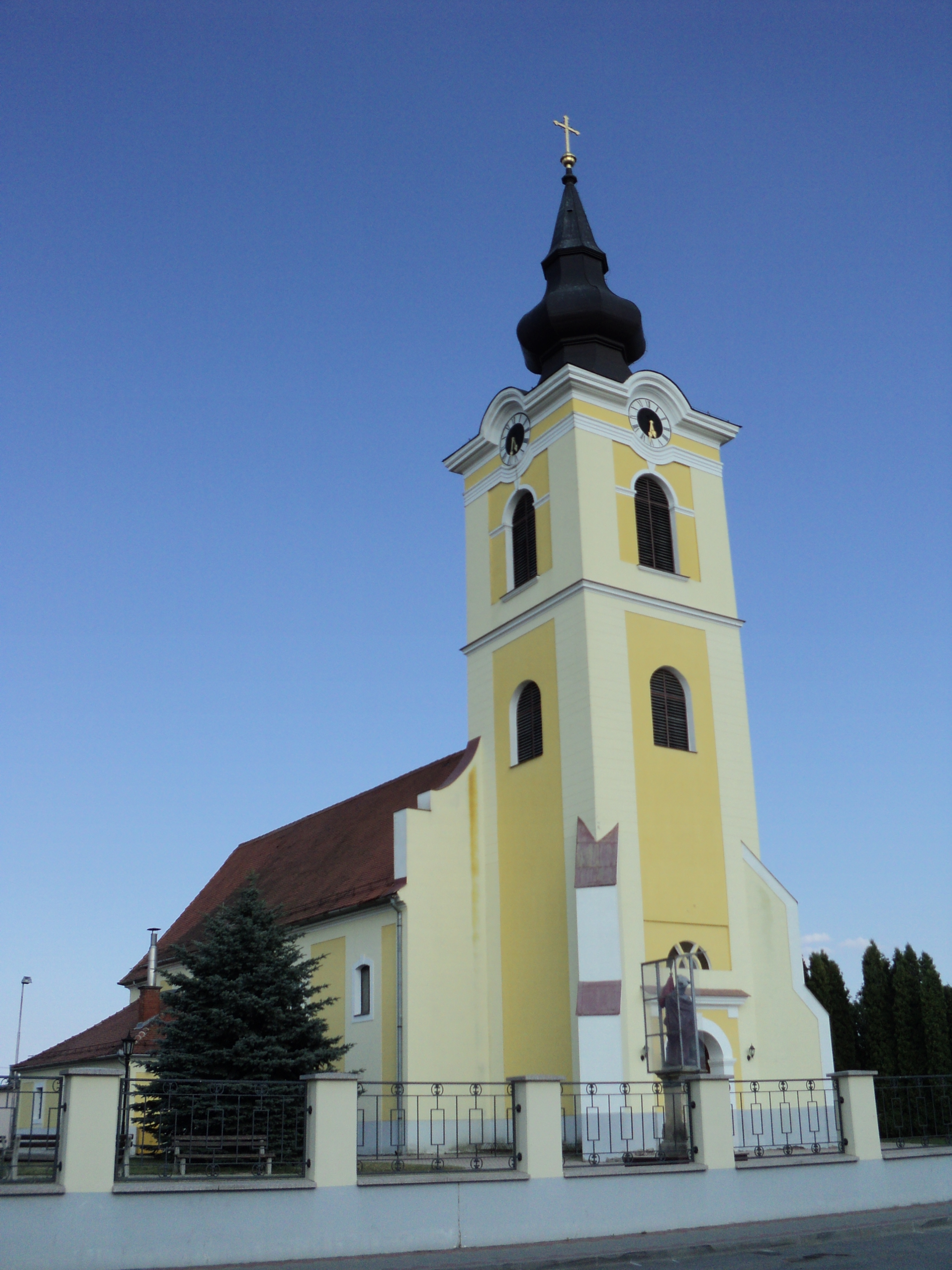
A Szent Mihály-templom

## Nevezetességek
- Szent Mihály arkangyal tiszteletére szentelt római katolikus plébániatemploma[5] középkori eredetű, a 15. században építették gótikus stílusban. Gótikus jegyei ma is jól láthatók a jellegzetes hálóboltozatos szentélyben, a magas, gótikus ablakokban, a csúcsíves kapuzatokban és az erős, külső támfalakban. A templom szerencsésen átvészelte a török uralmat. 1730-ban megemlítik, hogy falazott tornya van, benne egy haranggal. Története során többször is megújították. Utolsó teljes felújítása 1995-ben kezdődött a templom körüli tereprendezéssel. Külső világítást, új fűtési rendszert szereltek fel. Ezt követte a belső falak újravakolása, valamint a hajó és a templom mennyezetének díszítése. Helyreállították a szentély kupolájában és a hajó mennyezetén látható freskókat. A főoltárt 2002-ben, a toronykupolát 2005-ben restaurálták. A templom orgonája 1852-ben Pécsett készült, az orgonaszekrényen a CBP (Carlus Barun Prandau) betűk láthatók.

- Szent István vértanú tiszteletére szentelt temetőkápolnája.

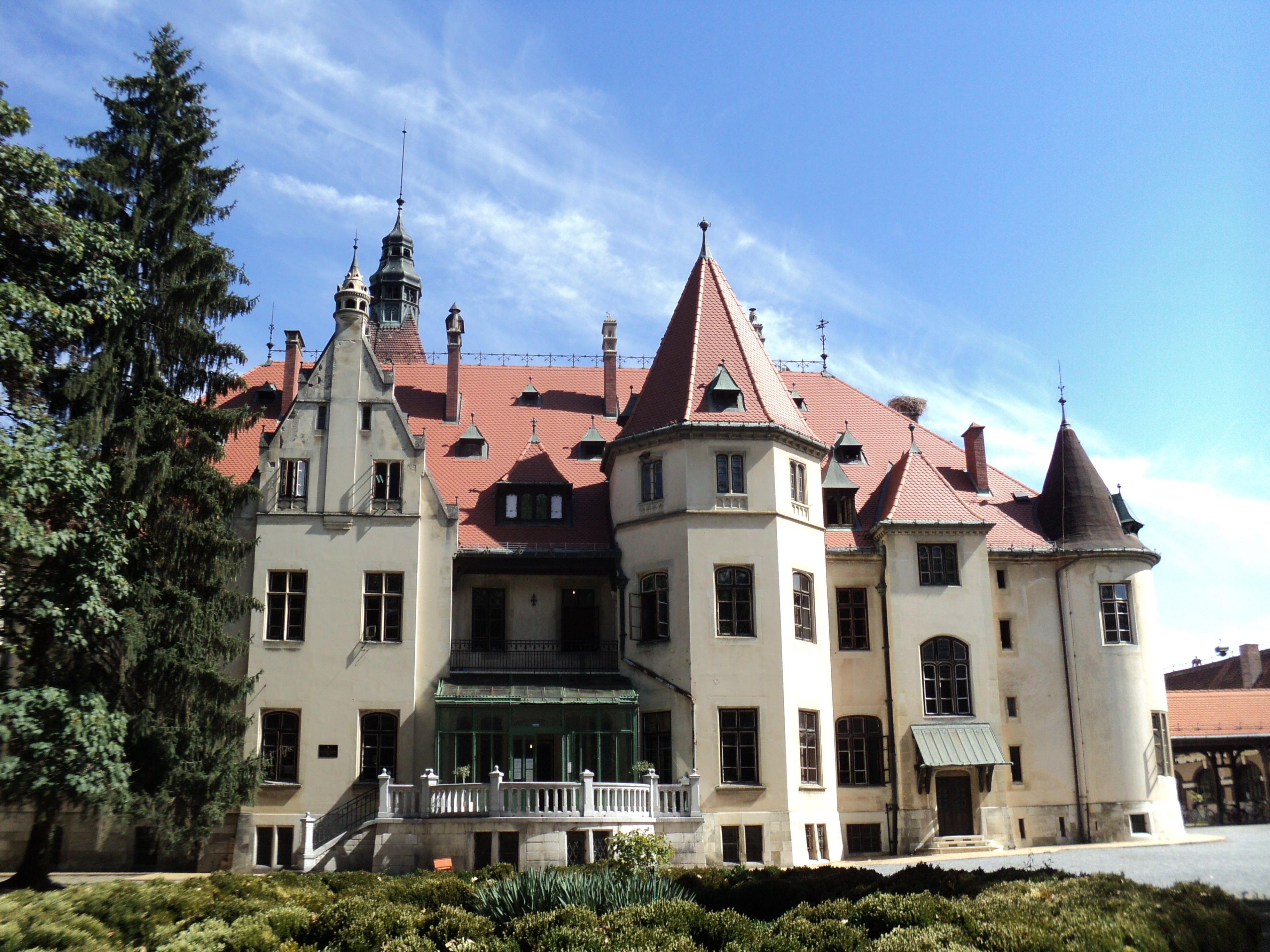
A Mailáth-kastély

- A Mailáth-kastélyt[6] a 20. század elején építették Möller István budapesti építész tervei szerint. A korabeli források alapján úgy tűnik, hogy az új kastély építésének oka az volt, hogy Mailáth gróf az 1901. szeptember 12-én Alsómiholjácon tett látogatása során megígérte I. Ferenc József magyar királynak, hogy itteni következő látogatására vadász stílusú kastélyt fog építeni. A hengeres tornyok, a magas, mozgalmas tetők, a díszkémények, a neoklasszikus, balusztrádokkal ellátott teraszok, a kovácsoltvas kerítések és egyéb historikus jellegű építészeti részletek mind az angol Tudor-stílus jellegzetességei. A kastély négyszintesnek épült: alagsor, földszint, emelet és tetőtér. Belül a központi folyosó osztja két részre, amely a díszlépcsővel és galériával ellátott előcsarnokkal, valamint a kerti teraszra nyíló kijárattal van összeköttetésben. A központi porelszívó rendszer, a saját vízvezeték és a három fűtési mód (központi melegvíz, nyitott kandalló és cserépkályhák) egyértelműen jelzi, hogy a kastély akkoriban nagyon modern volt. A kézzel faragott faspaletták az ablakokon, nyári napokon a meleg, télen pedig a hideg ellen védtek.

- A Hilleprand von Prandau-kastély 1818-ban épült későbarokk stílusban. Eredetileg két szalonnal, tizennégy szobával, két konyhával, két étkezővel, egy mosogatóval, az étkészleteknek egy raktárral, pincével és három mellékhelyiséggel rendelkezett. A kastély ma egy hosszan elnyúló, földszintes épület, melynek hosszúsága 82, szélessége 9 méter. Az épületet később egy fedett átjáróval kapcsolták össze az új kastéllyal. Utcai homlokzatának ritmusát tizenkilenc, egyforma ablakokból álló ablaksor, míg az udvari homlokzatét, egy zárt, volutás ablaksor adja. Nem tudható, hogy a kastély építésének idejében eleve L alakúra készült-e, de az 1862-es és az 1890-es régi kataszteri térképeken már így látható. Az utcával párhuzamos szárny máig fennmaradt, de a rá merőleges szárnyat a 20. század elején, a Majláth grófok új kastélya építésének idején lebontották.

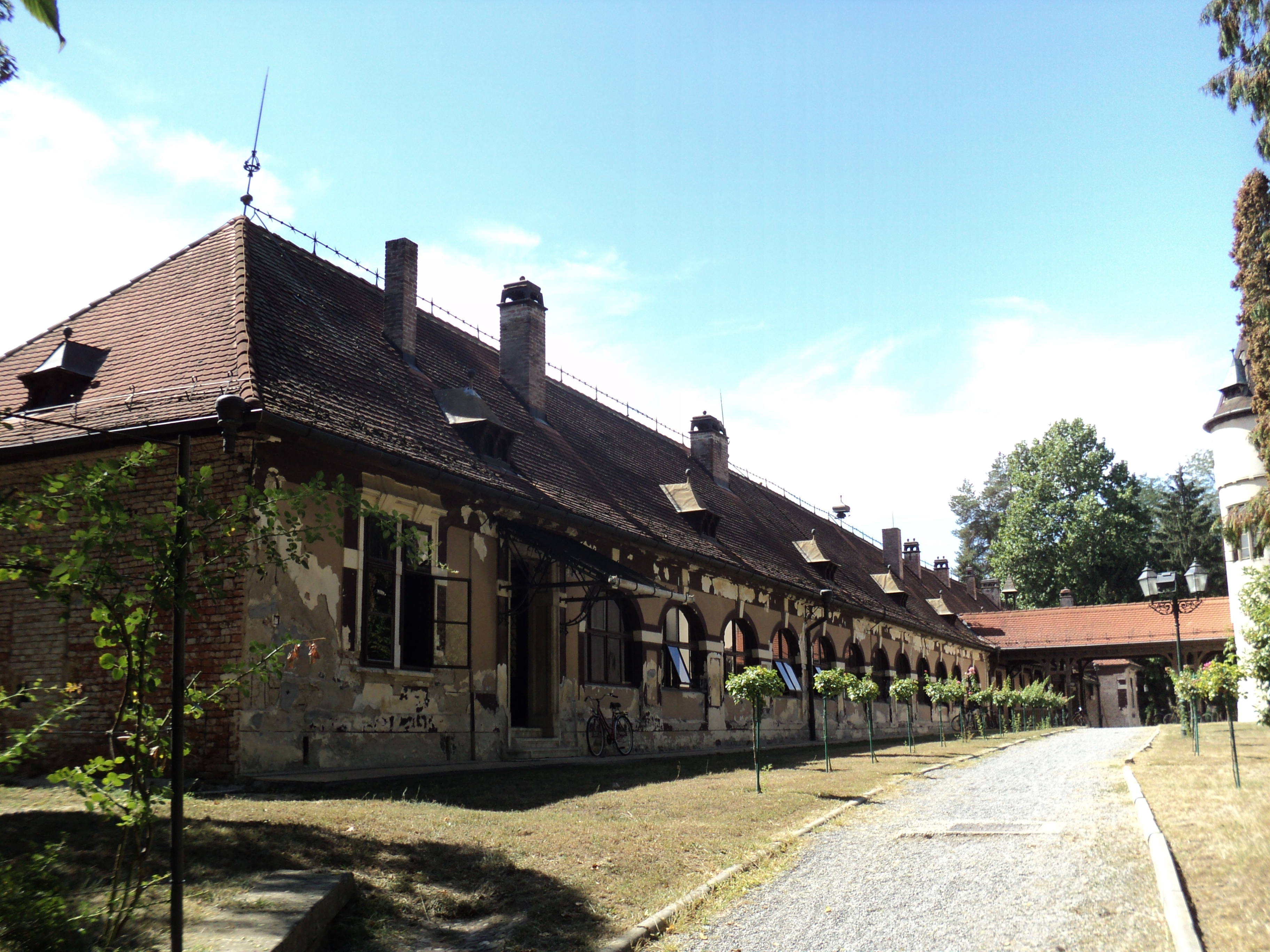
A Prandau-kastély

- A kastély melletti park kiépítése Hilleprand von Prandau Gusztáv nevéhez fűződik, aki a hely kedvező klimatikus viszonyai miatt kertészetét ideköltöztette. 1834-től ő volt a birtok irányítója és elkötelezett híve volt a dendrológia fejlesztésének. Csíráztatókat és üvegházakat építtetett. Elképzelése az volt, hogy a birtokon belül minél természetesebb kertet hozzon létre, sok őshonos és behozott növényfajjal. Ennek érdekében erdei fák és cserjék szabálytalan sorait ültette. Meg kell jegyezni, hogy a Prandau családé volt az Osztrák–Magyar Monarchia egyik vezető kertészete, ahonnan a növényeket szinte minden országba exportálták. A mai park végleges kialakítása Mailáth László és felesége, Hadik Amália (Ilma) nevéhez fűződik. Manapság a park történelmi 16 hektáros területe védett. Elrendezése megmaradt, de az elhanyagoltság miatt felújítást igényel. 2003-ban történeti tanulmányt készítettek, melyben meghatározták a helyreállítás alapjait, valamint a főbb szempontokat.

- A honvédő háború áldozatainak emlékművét Krešimir Birnbaum eszéki szobrászművész alkotását 2002. szeptember 27-én avatták fel a Matica Hrvatska parkban. Talapzatán Antun Nemčić sorai olvashatók.

- A felszabadulási emlékművet, Stjepan Brlošić akadémiai festő és szobrászművész alkotását 1968. november 29-én emelték a Szent Flórián-parkban a Jugoszláv Felszabadító Néphadsereg VI. hadtestének megalakulása 25. évfordulóján.

- Az I. Ferenc József-emlékművet 1905. augusztus 20-án avatták fel gróf Pejácsevich Tivadar horvát bán jelenlétében annak emlékére, hogy a császár 1901. szeptember 12. és 14. között egy hadgyakorlat alkalmából látogatást tett a városban. Az emlékmű Robert Frangeš Mihanović szobrászművész alkotása. Díszítő domborművét ma az eszéki múzeumban őrzik.

- A „Borik i Janjevci” régészeti lelőhely az ókortól a 16. századig terjedő régészetI leletei öt dombból álló dombsorra oszlanak el, amelyek kelet–nyugati irányban folyamatosan ereszkednek. Korábban állítólag két aranyozott római lábszárvédőt is találtak a helyszínen, továbbá nagy mennyiségű római pénzt is összegyűjtöttek, amelyek a Római Köztársaság végétől a 4. századig terjedő időszakra datálhatók. Ezen kívül mozaiktöredékeket, szarkofágokat, festett gipsztöredékeket, kerámiákat, üvegeket és egyebeket találtak. Nem messze innen egy, a mohácsi csata előtt elrejtett középkori pénzleletre bukkantak. A kincs mintegy 6000 ezüst- és 20 aranypénzt tartalmazott. Négy sírt is feltártak, amelyek egy közeli őskori, ókori és középkori település létezésére utalnak.[7]

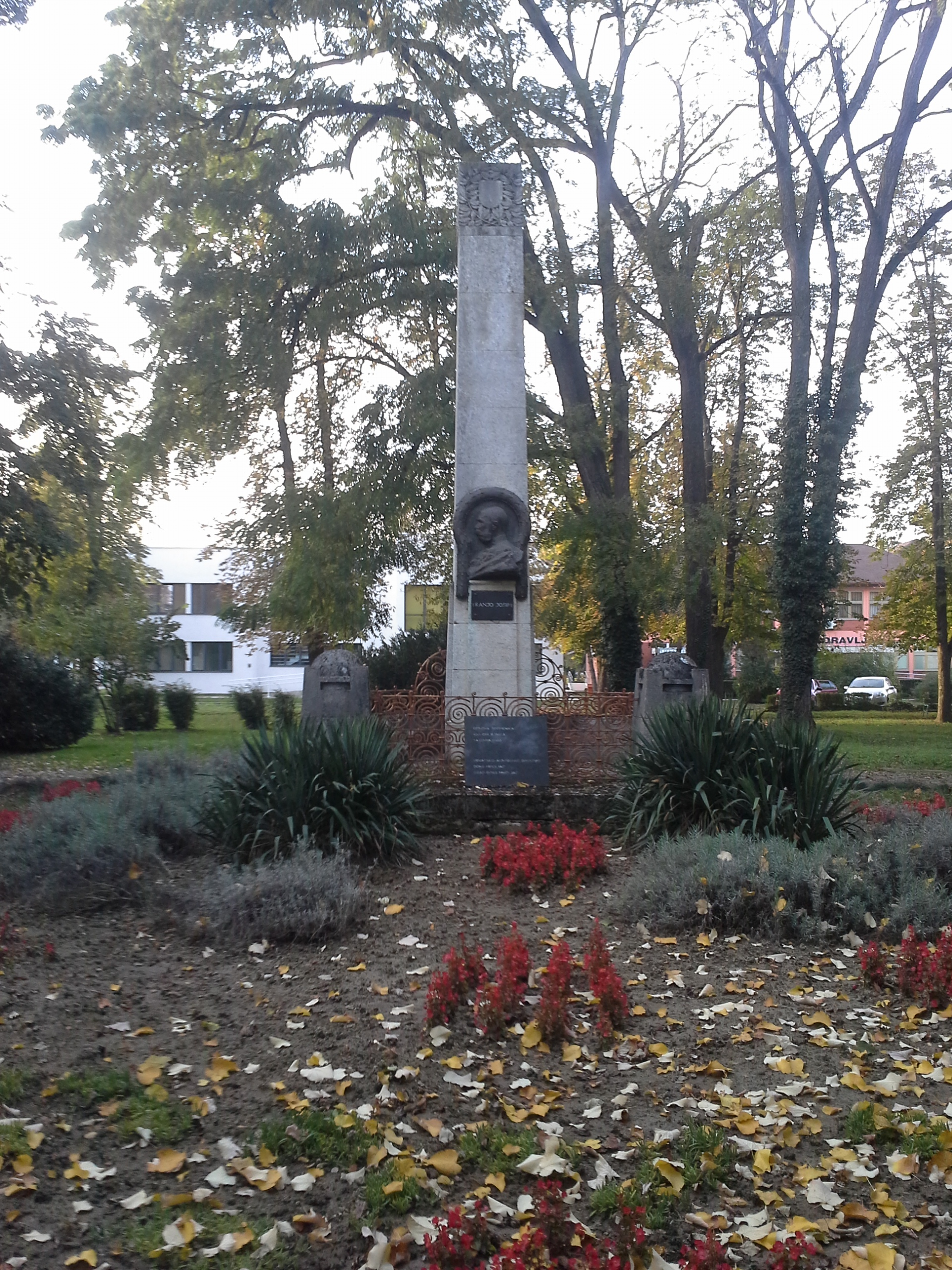
A Ferenc József-emlékmű

## Kultúra
- A „Miholjačko sijelo” a város tradicionális kulturális fesztiválja, amelyre július második hetében kerül sor. A négynapos rendezvényre több mint kétezer aktív résztvevő jön el szerte Horvátországból és külföldről. A résztvevők táncaik, dalaik és szokásaik bemutatásával képviselik régiójuk hagyományait. A program részét képezik a különféle kulturális rendezvények: képkiállítások, etnokiállítások, kenyér- és sütemény sütési bemutatók, színpadi előadások, koncertek és más kulturális turisztikai látványosságok.

- A város farsangi fesztiválja az „U varoš na poklede” farsang idején februárban, vagy márciusban kerül megrendezésre. Szervezője a „Franjo Ebling” Sveti Đurađ kulturális és művészeti egyesület, mely a régi farsangi szokásokat eleveníti fel. Fő attrakciója az esküvő, amelyben a férfi és a nő szerepe fel van cserélve. A menyasszonyt férfi, a vőlegényt nő alakítja. Az esküvő fogadalma kissé szokatlan, a menyasszony megígéri a vőlegénynek, hogy ebédet hoz neki a fogadóba, a vőlegény pedig hogy semmit sem fog tenni a mezőn vagy otthon, és hogy minden munkát a nőre ruház.

- A város ünnepén Szent Mihály napján a turisztikai egyesület rendezi meg a város kirándulóhelyén az Öreg-Dráván minden évben a halpaprikásfőző versenyt a Fišijadát. A versenyprogram mellett a látogatók élvezhetik a folyami halból készített specialitások széleskörű gasztronómiai választékát és a gazdag szórakoztató programot. A Fišijada győztese képviseli várost az Eszéken rendezett országos Fišijadán, melyet a Bor- és Turisztikai Napok részeként rendeznek meg. Az Öreg-Dráva gyakran helyszíne sporthorgász versenyeknek is.

- A Backyard Art Fesztivál olyan rendezvény, amelynek programja a kultúra, a zene és a sport területét fedi le. A BAF nem csupán egy zenei rendezvényekben gazdag fesztivál. Különlegessé teszik az attraktív helyszínek, melyek egyrészt a város központjában, másrészt a természetben, a nagy városi park szívében találhatók. A sportrendezvények közül megemlítendő a parkban a sétányokon rendezett adrenalinpumpa kerékpárverseny és a streetballbajnokság.

A város kulturális egyesületei:
- KUD „Matija Gubec” kulturális és művészeti egyesület
- „LIKROB” – képzőművészeti és kreatív alakformáló egyesület
- Martina kulturális egyesület
- Városi fúvószenekar

## Oktatás
Az első iskola alapítása a pécsi születésű Paulovics Márton nevéhez fűződik, aki valpói káplánként 1797-ben kapta meg az alsómiholjáci plébániát, melyet 28 évig vezetett.
A helyi oktatás patrónusa régen a Majláth család volt. Király József pécsi püspök 1810. július 14-én látogatta meg a települést és fából épített, sárral tapasztott iskolaépületről ír. Az iskola első tanítója a varasdi Nickl Ferenc volt, aki horvátul és németül tanított, mellette pedig a templomban kántori és sekrestyési szolgálatot is ellátott. 1824-ben az oktatás patronálását a Prandau család vette át. 1830. július 18-án Szepesy Ignác pécsi püspök látogatott ide, aki triviális iskoláról ír. Az első osztályban a betűket, írást és a kis katekizmus ismeretét tanították. A második osztályban kis katekizmus, horvát és német nyelvű olvasás, írás és számolás volt a tananyag. A harmadik osztályban a középső katekizmus, a horvát és a német olvasás, számolás és bibliaismeret volt a tanítás tárgya. Hittant a plébános heti két alkalommal oktatott. 1835-ben Gustav Prandau báró megalapította az első zeneiskolát. 1856-ban új elemi iskolát építettek, 1898-ban pedig leányiskola építését kezdték meg. Közben a tanügyi rendeletnek megfelelően 1874-ben megkezdte működését a községi népiskola. 1913-ban megnyílt a városi tanonciskola, 1921-ben pedig létrehozták a felsőfokú népiskolát, amelyet 1924 óta a polgári iskolának hívtak. Az elemi iskola tanulói közül kiemelkedik a neves horvát költő és ügyvéd August Harambašić, aki 1861-ben született a településen és akinek a nevét ma az általános iskola viseli.

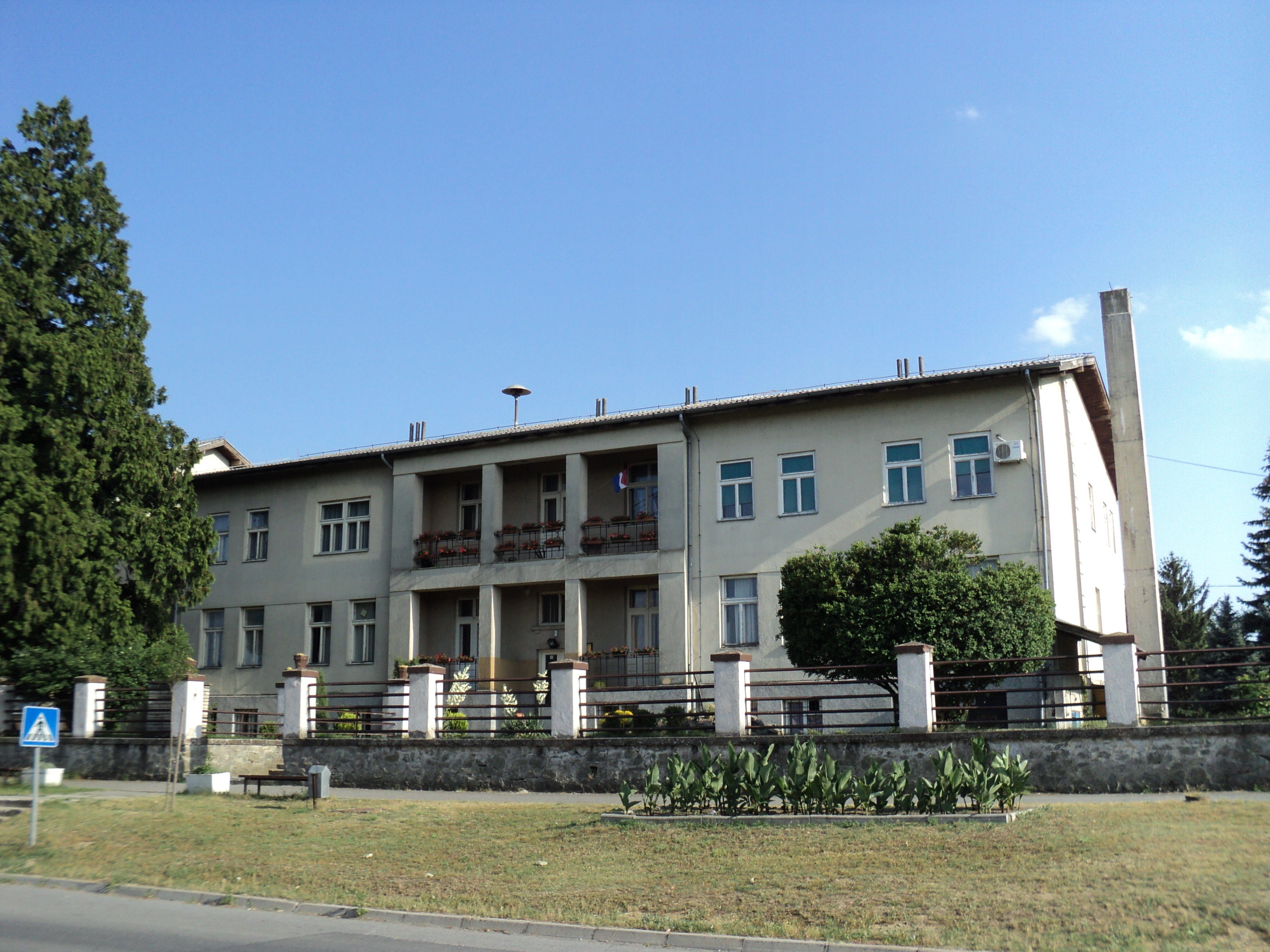
A középiskola épülete

A középiskola története 1890-ig nyúlik vissza, amikor megkezdte működését az alsómiholjáci ipari iskola, ahol a mesterségek alapjait oktatták. A középiskolai oktatás az 1944/45-ös tanévvel indult meg, 1965-ben pedig megnyílt a mai gimnázium elődje az „Ivo Lola Ribar” gimnázium. Közben 1960-ban megkezdte működését a gépészeti és mezőgazdasági iskola. A gazdasági iskola, a gimnázium és a gépészeti és mezőgazdasági iskola egyesítésével 1969-ben létrejött egy egyedülálló intézmény, a Donji Miholjac Középiskolai Központ, mely „Ribar testvérek” elnevezéssel működött. A mai gimnázium hivatalosan 1992. november 12-én létesült.

## Sport
- KK Donji Miholjac kosárlabdaklub
- NK Jedinstvo Donji Miholjac labdarúgóklub
- Kuglački klub Donji Miholjac tekeklub
- RK „Mladost” kézilabdaklub
- ŠRD „Udica” sporthorgászklub
- TK Donji Miholjac teniszklub
- SK Donji Miholjac asztaliteniszklub
- SK Donji Miholjac lövészklub
- Brazilski Jiu-jitsu klub Donji Miholjac
- Motoklub Kamikaze Donji Miholjac
- „Maraton – Team” kerékpárosklub
- NK „Donji Miholjac” lábteniszklub
- SU „Knez Domagoj” Donji Miholjac

## Egyesületek
- DVD Donji Miholjac önkéntes tűzoltó egyesület
- LD „Vidra” Donji Miholjac vadásztársaság
- Klub mladih Donji Miholjac ifjúsági klub
- Društvo naša djeca Donji Miholjac gyermekvédő egyesület
- Radio klub „Nikola Tesla” Donji Miholjac
- „Mihael” irodalmi egyesület
- Fotoklub Donji Miholjac
- AD Andromeda Donji Miholjac csillagász egyesület
- „Obnovljivi izvor” ekológiai és természetvédő egyesület
- „Donji Miholjac – 1981” kinológiai egyesület